# Imhotep
Imhotep, chiamato anche "Immutef", "Im-hotep", "li-em-Hotep" o "Imouthes" secondo Africano (2700 a.C. circa – 2630 a.C. circa), è stato un architetto, medico e astronomo egizio vissuto nel corso della III dinastia.
| M18 | G17 | R4 · X1 · Q3 |

| M18 | G17 | R4 · X1 · Q3 |

| M18 | G17 | R4 |

| M18 | G17 | R4 |

| M17 | M17 | G17 | R4 |

| M17 | M17 | G17 | R4 |

## Biografia
Imhotep, figlio dell'architetto di Menfi Kanofer e della giovane Khreduonkh, proveniente dalla provincia di Mendes, ricevette un'educazione liberale e si distinse fin dalla giovane età per la sua poliedricità intellettuale. I suoi meriti lo condussero a ricoprire con prestigio la carica di visir sotto il regno di Zoser, potendo, in tal senso, essere assimilato al personaggio biblico Giuseppe, figlio di Giacobbe, anch'egli consigliere prediletto di un faraone. Benché non siano disponibili fonti accurate sulle mansioni svolte da Imhotep in persona, i titoli attribuitigli sono molto indicativi della sua posizione:

### Le origini del nome
I nomi propri di persona terminanti in "ḥtp", o composti con nomi di alcune divinità riconosciute (eccetto Osiride, Iside o Nefti), erano una pratica comune in tutto l'Egitto antico. In suddetti nomi composti, il termine "ḥtp" rappresenta il participio del verbo "ḥtp", che significa "soddisfare", ed il suo uso in forma nominale può essere tradotto come "colui che soddisfa" o "colui che porta soddisfazione". Tuttavia il nome Imhotep sembrerebbe discostarsi dal semplice abbinamento "divinità-ḥtp", a vantaggio di una sfaccettatura più complessa in cui "ḥtp" può essere tradotto con "pace" o "soddisfazione".
Alla luce di ciò, Imhotep sembrerebbe significare "colui che viene in pace", un nome decisamente appropriato e calzante per un personaggio ritenuto chiave nella storia della medicina egizia. Va tuttavia sottolineato che non v'è certezza in merito alla reale pronuncia della lingua egizia e, per tal motivo, sono state avanzate numerose ipotesi in merito alla corretta compitazione del nome stesso.

### Imhotep come architetto

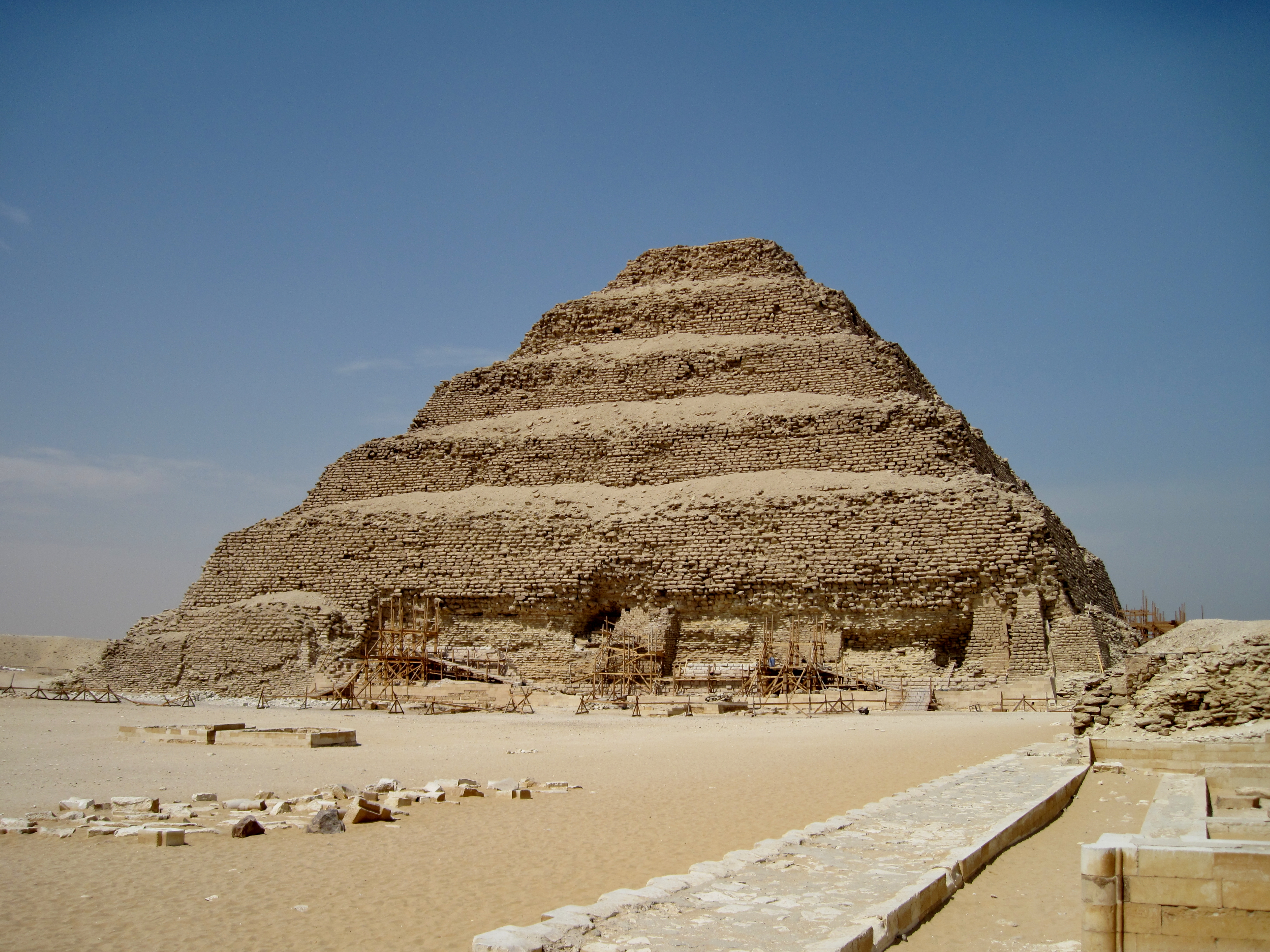
Veduta della piramide di Zoser

Imhotep, "il coordinatore di tutti i lavori del faraone", fu anche un architetto di primo rango e fu probabilmente l'ideatore della piramide a gradoni di Saqqara, meglio conosciuta come piramide di Zoser.
L'arte produttiva di Imhotep è inoltre associata al primo tempio di Edfu, che si tramanda sia stato realizzato a partire da un progetto d'ispirazione divina:
(I sacerdoti di Edfu in merito alle origini del loro tempio.)

### Imhotep come poeta
Imhotep era ben fiero di essere considerato "uno dei grandi saggi d'Egitto" e la sua fama perdurò anche molti secoli dopo la sua morte. I suoi motti erano rinomati per il ritmo e per la correttezza formale. Un'interessante nenia, conosciuta anche come "la canzone di Harper", condensa appieno la filosofia di Imhotep, che può essere riassunta nell'oraziano "nunc est bibendum" ovvero "ora bisogna bere".
La canzone, in particolare, riflette sulla caducità della vita, sottolineando come ogni attimo vada goduto come fosse l'ultimo:
il cui corpo è destinato ad appassire,
mentre i suoi figli sono destinati a perdurare ancora a lungo.
Le divinità, ormai da tempo, giacciono nelle loro tombe,
e le mummie di uomini da lungo morti;
lo stesso per ricchi e poveri.
Ascolto le parole di Imhotep,
le parole di Djedefhor, che dice: cos'è la prosperità? Parla!»
Sarebbe tuttavia limitativo ridurre la filosofia di Imhotep alla mera analisi di questo passo; non v'è dubbio infatti che egli sia stato autore di passi dalla dignità morale ancor più alta. La figura di Imhotep inoltre è spesso messa in relazione con quelle di altri due pilastri della cultura egizia: Kagemni, ultimo esponente della terza dinastia, e Ptahhotep, alto dignitario del faraone Djedkara Isesi.

### Imhotep come medico

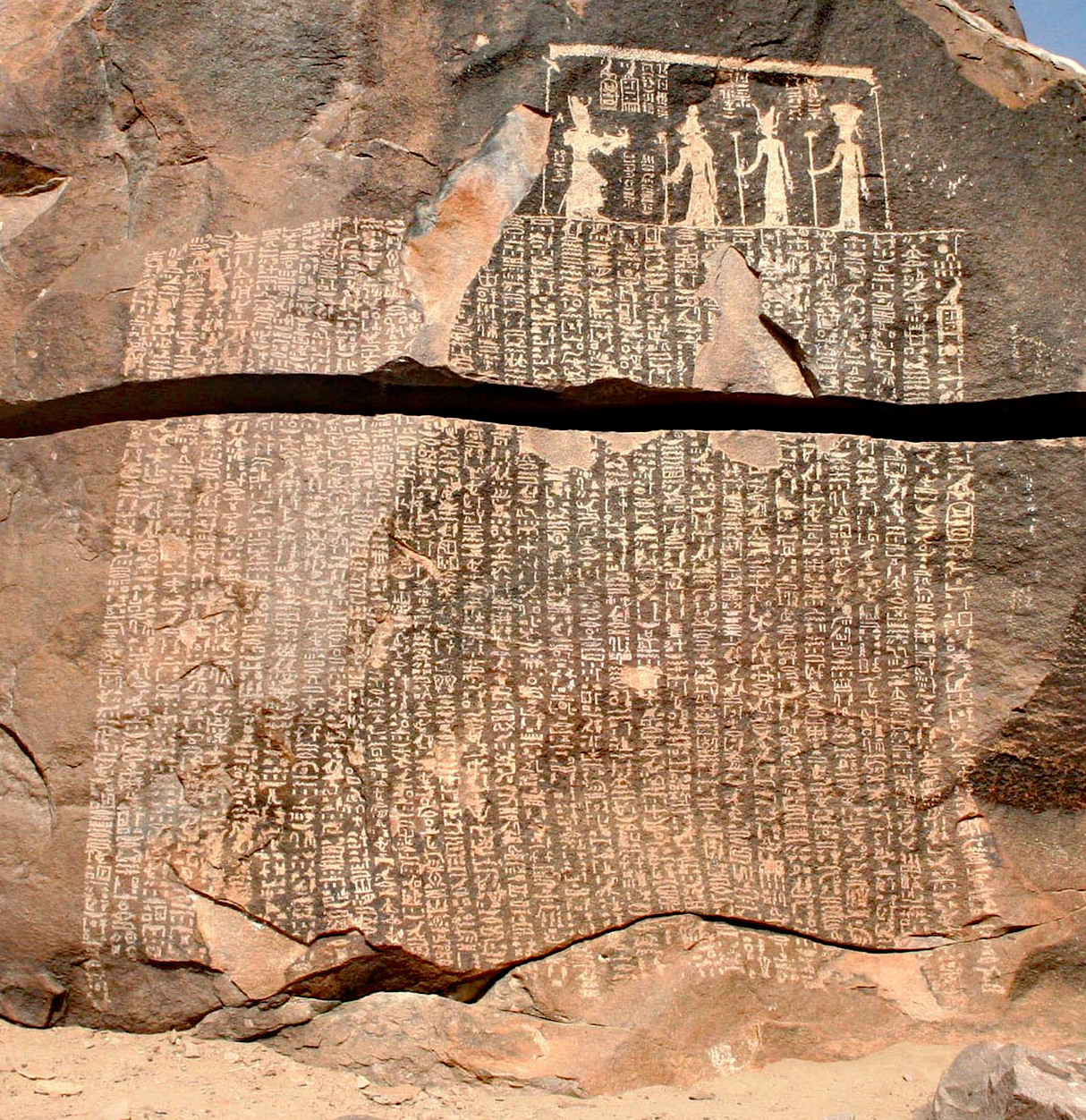
Stele della carestia, dettaglio

In Egitto, Imhotep era conosciuto come un medico eccezionale e dalle straordinarie abilità curative. Fu una figura fondamentale per la medicina del tempo in quanto ritenuto autore di uno dei più antichi trattati medici ritrovati, noto come il papiro Edwin Smith, in cui sono raccolti e descritti ben 48 casi clinici:
- 27 traumi alla testa (casi 1-27)
- 6 traumi al collo (casi 28-33)
- 2 fratture alla clavicola (casi 34-35)
- 3 traumi alle braccia (casi 36-38)
- 8 traumi allo sterno ed alle costole (casi 39-44)
- 1 tumore ed 1 ascesso nel petto (casi 45-46)
- 1 trauma alla spalla (caso 47)
- 1 trauma alla colonna vertebrale (caso 48)

Il papiro Edwin Smith, con i relativi stralci riguardanti i traumi alla testa, hanno animato vivacemente il dibattito medico: dall'anamnesi dei singoli casi trasparirebbe una conoscenza embrionale delle funzioni del liquido cefalorachidiano, al punto da poter ritenere Imhotep lo scopritore dello stesso, per quanto non venga mai citato specificamente.
La sua fama è legata inoltre alla cosiddetta stele della carestia, epigrafe ritrovata sull'isola di Sehel, su cui è incisa la leggenda dei sette anni di carestia: a seguito di un lungo periodo di secca del Nilo, Zoser si rivolse direttamente ad Imhotep chiedendogli delucidazioni in merito alla divinità da interpellare per sanare il problema; questi, dopo aver consultato gli archivi del tempio di Hut Ibety, rivelò al faraone che il responsabile era il dio Khnum ad Elefantina. Zoser, quindi, si recò personalmente al tempio del dio per omaggiarlo con ricche offerte. Il Dio, placato dal gesto del faraone, gli venne in sogno assicurandogli che il Nilo sarebbe "risorto" e non avrebbe mai più "abbandonato la terra d'Egitto".

### Imhotep come Kher-heb
Imhotep ricoprì inoltre l'importante compito di "Kheriheb her tep", traducibile con "primo sacerdote lettore". Quest'ultimo aveva il compito di recitare le letture dal libro sacro e, siccome la religione egizia credeva che questi testi religiosi avessero poteri magici, era considerato un ponte tra il mondo divino e quello terreno. Il Kheri-heb prendeva inoltre parte alla liturgia delle offerte funerarie, in cui si riteneva che le offerte assumessero sostanza spirituale; il sacerdote, in comunione con i cari del deceduto, mangiava i cibi santificati per entrare in contatto con il morto e con le divinità protettrici. Questa figura presiedeva anche il rituale dell'apertura della bocca, in cui si tentava di dare sembianze umane ad una statua simulacro del faraone defunto, aprendogli la bocca come se potesse parlare e inumidendogli gli occhi come se potesse vedere. Poiché ricopriva tali ruoli, il Kheri-heb era considerato il mediatore privilegiato tra il faraone e le potenze ultraterrene.
In riferimento al rituale di imbalsamazione, si riporta che:
Si ritiene che la mastaba di Imhotep, non ancora ritrovata, dovesse sorgere nel deserto della città di Menfi, poco distante dalla piramide di Saqqara, nei pressi del Serapeo e dell'attuale villaggio di Abusir.

## La medicina al tempo di Imhotep

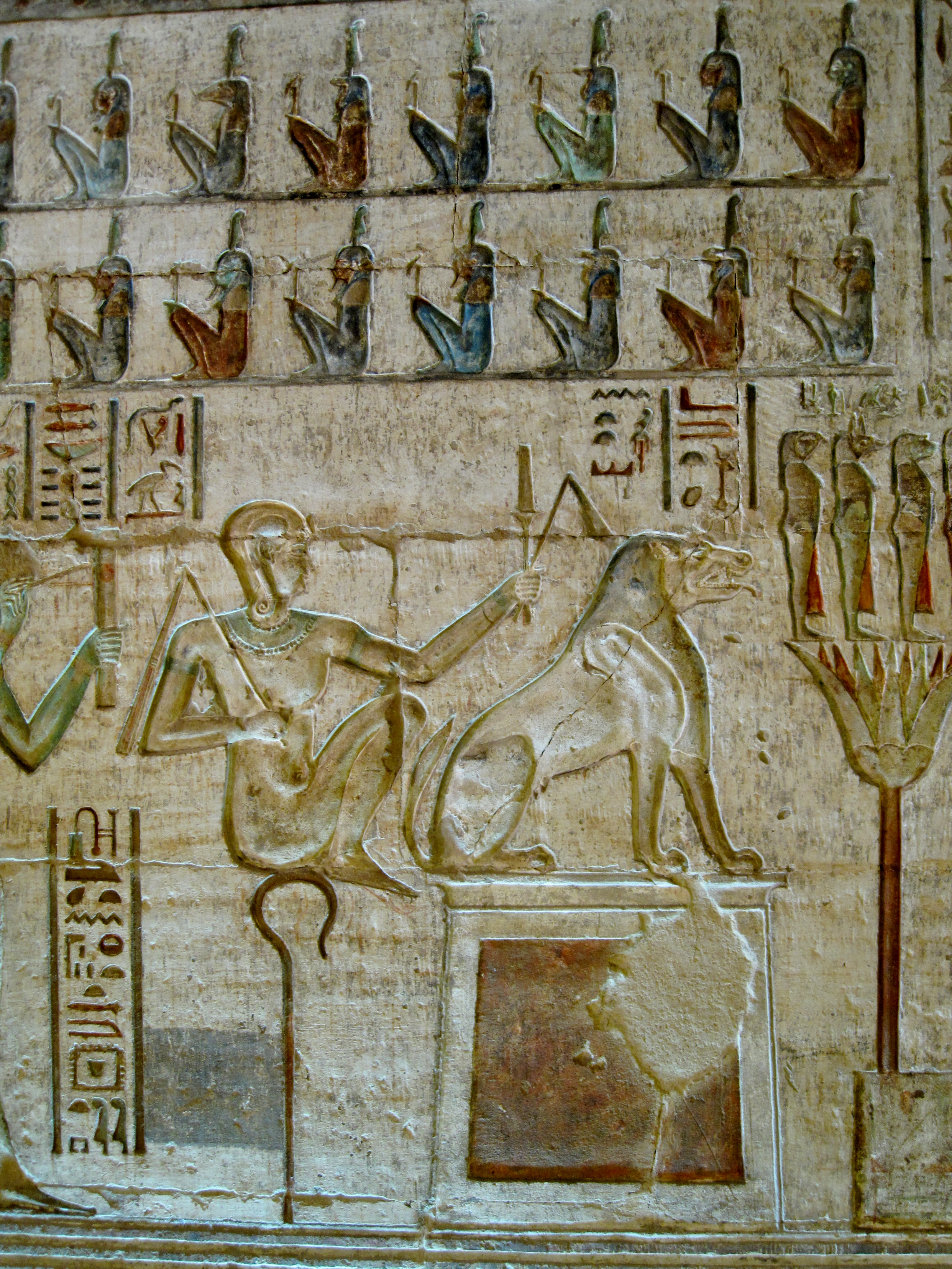
Raffigurazione di Ammit, tempio di Deir el-Medina

L'Egitto è sempre stato, durante la classicità, un regno pioniere nell'evoluzione della medicina, sia nella diagnosi che nella terapia. La medicina era generalmente associata alla magia e la figura del medico spesso coincideva con quella del mago.
È possibile analizzare alcune pratiche mediche della terza dinastia a partire dall'analisi di alcuni antichissimi papiri (il più importante dei quali è il papiro Ebers): vi era infatti un'accurata conoscenza dello scheletro e dei metodi di gestione dei traumi osteoarticolari, una buona conoscenza del sistema vascolare e dell'azione cardiaca (se pur fosse diffusa la convinzione secondo cui nelle arterie circolasse aria anziché sangue).
La chirurgia, di contro, non era ben sviluppata: essa consisteva in amputazioni e trapanazioni esercitate senza anestesia da parrucchieri o macellai (e non di rado il paziente decedeva per il dolore o per i traumi subiti durante l'operazione).
Una pratica molto comune, caratteristica di tutta l'epopea egizia, era la mummificazione: il cadavere del defunto veniva depauperato dei visceri (e ciò facilitò il progresso delle conoscenze anatomiche), ad eccezione del cuore che, considerato sede dello spirito del defunto, doveva essere il mezzo per giudicare le colpe del morto nell'oltretomba. Gli organi interni rimossi venivano conservati all'interno di speciali vasi, detti vasi canopi che venivano deposti nella tomba durante i riti funebri e consegnati con il defunto alla nuova vita eterna. Secondo le scritture, il cuore veniva poi pesato su una bilancia da Anubi, confrontandolo con una piuma (simbolo di "leggerezza dell'anima", quindi di giustizia). Nel caso la piuma fosse stata più pesante del cuore, avrebbe garantito la vita eterna al possessore. In caso contrario, questi veniva dato in pasto all'essere ibrido Ammit, la "Divoratrice" (questo gesto rappresentava la morte eterna dell'individuo). Dopo l'asportazione degli organi si procedeva alla disidratazione del corpo tramite l'introduzione di questo, per un periodo di circa 40 giorni, in natron (un sale di sodio esistente in natura che si depositava nelle pozze di esondazione del Nilo dopo il loro prosciugamento). Il corpo svuotato dagli organi veniva poi lavato con delle sostanze antibatteriche e, dopo questa operazione, nell'addome venivano introdotte bende impregnate di natron, pezzi di lino e segatura. Il corpo veniva poi ricoperto con lo stesso sale ed infine unto con appositi oli balsamici (resine di conifere ed altre piante, cere d'api, oli aromatizzati ecc.). Al termine di questa fase il cadavere si presentava completamente disidratato, seppur ancora riconoscibile. L'incisione addominale veniva allora coperta con una placca metallica detta l'occhio di Horo. Successivamente il corpo veniva coperto con strisce di tela di lino spesso impregnate di resina, principalmente per una migliore presentazione estetica del cadavere.
La pratica delle terapie era strettamente empirica, ciò non escludeva però una discreta conoscenza dei processi patologici: i rimedi terapeutici erano classificati in categorie simili alle moderne categorizzazioni biochimiche dei farmaci (ad esempio ipnotici o sedativi) e sfruttavano le proprietà chimiche di molte sostanze conosciute (come il miele, che era risaputo avere proprietà antisettiche). Ogni mezzo terapeutico era applicato previa formula magica: le malattie erano attribuite ad uno spirito maligno che si impossessava del corpo od alla punizione di una qualche divinità, compito del mago-medico era scoprire l'origine di questo male e scacciare gli spiriti. Una conoscenza approfondita dell'igiene prova un grande stato di civilizzazione.
Gli egizi erano particolarmente attenti nella salvaguardia della propria salute: le case delle persone erano cosparse di fumi magici per tenere lontano gli spiriti e vi era estrema attenzione alla cura della propria persona.

## Imhotep come dio della medicina
Per molti anni Imhotep non fu classificato come una divinità: inizialmente, a fronte dei successi della sua attività di medico, fu considerato un semidio (un essere sovrumano considerato di origini umane ma di natura divina). Durante la III dinastia, periodo particolarmente produttivo per la tecnica egizia, si sentì la necessità di aumentare il numero di eroi e di divinità con il crescere del numero delle arti pratiche. Tra le divinità da invocare in caso di necessità si scelse Imhotep: era possibile per dei comuni mortali diventare divinità in quanto il loro Ka, la parte di anima che sopravvive alla morte, poteva essere deificato.

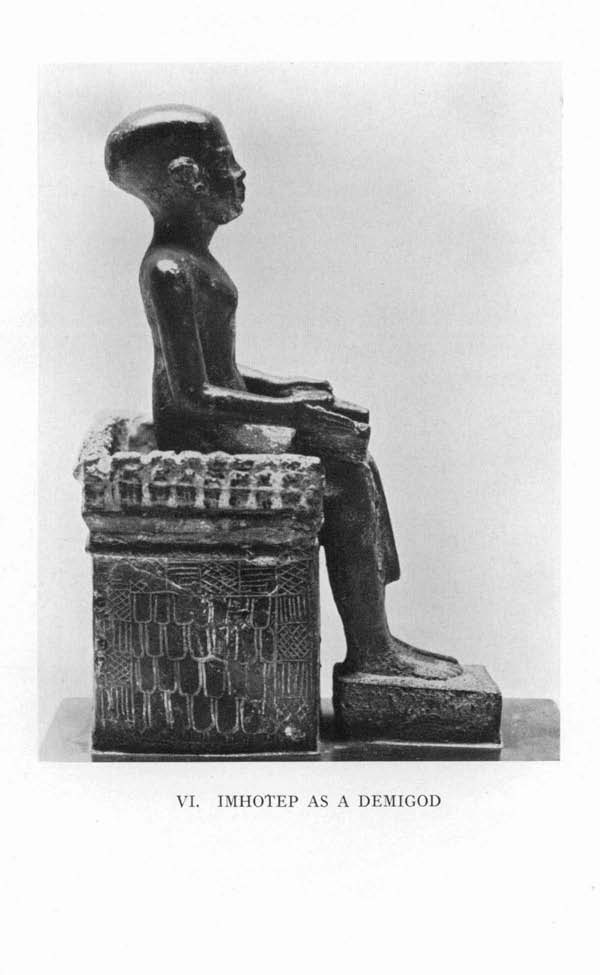
Statuetta celebrativa di Imhotep

Nelle numerose statuette bronzee rappresentanti il suo passaggio da semidio a dio, Imhotep presenta chiari segni delle sue origini umane: appare come un saggio seduto su un trono privo dello scettro o della barba, elementi rappresentativi delle divinità.
Il culto di Imhotep agli albori era unicamente associato alla sua tomba, situata nel deserto antistante la città di Menfi. Col passare del tempo tuttavia la venerazione nei suoi confronti si diffuse in tutto l'Egitto.
È documentata con certezza la presenza di almeno tre templi costruiti in onore di Imhotep: uno al Menfi, uno a File ed uno a Tebe. Il tempio di Menfi, chiamato dai Greci Asclepieo, "τὸ πρὸς Μέμφιν μέγα Ἀσκληπιεῖον", rappresentava un importante polo ospedaliero dell'epoca ed una rinomata scuola di magia e medicina; esso era situato nei pressi del Serapeo, un importante tempio associato al culto di Serapide, divinità spesso venerata in associazione con Imhotep (tanto che sono presenti numerosi altari dedicati ad Imhotep nel Serapieion stesso).
Tuttavia il culto taumaturgico di Imhotep non può essere ascritto unicamente all'opera di questi tre plessi. Vi sono fonti che riportano l'esistenza di un "sanatorium" situato al piano terra del tempio funerario di Hatshepsut, sotto le scogliere di Deir el-Bahari, dedicato alla figura di Imhotep e a quella di Amenohotep, figlio di Hapi (entrambi ritenuti patroni della salute).

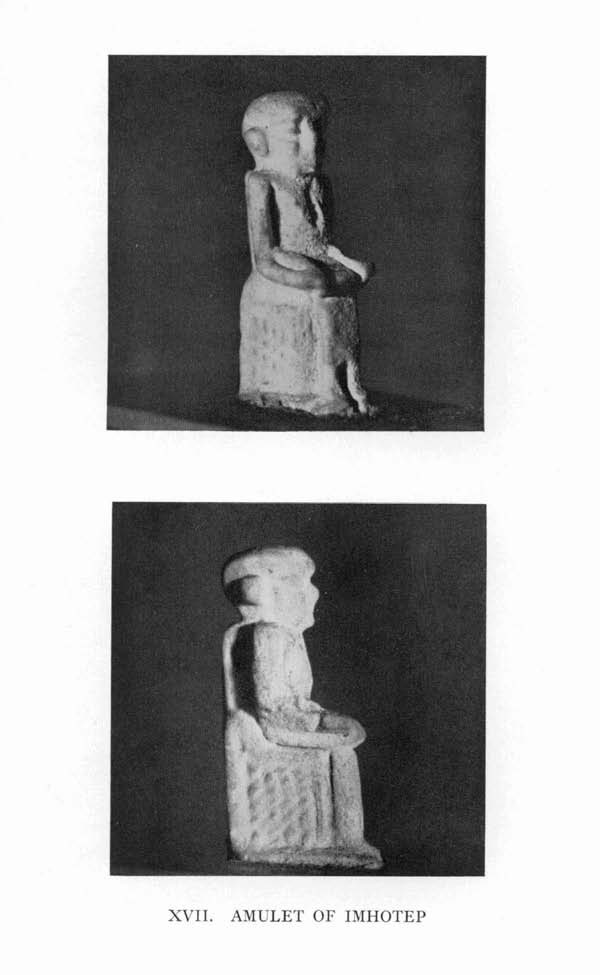
Amuleto propiziatorio di Imhotep

La completa apoteosi è databile nel corso del periodo persiano (521 a.C.), nel corso del quale Imhotep divenne stabilmente parte della triade di Menfi (con Ptah, dio dell'universo, e Sekhmet, dio della guerra e delle pestilenze).
Un'altra leggenda collegata al culto di Imhotep narra di un uomo di nome Satmi Khamuas, figlio del faraone Usermares, il quale non aveva avuto figli maschi dalla moglie Mahituaskhit; la donna, afflitta per la situazione, decide quindi di recarsi a chiedere aiuto alla forza del dio Imhotep, il quale, apparendole in sogno, le consiglia le giuste procedure per concepire un figlio maschio. La giovane Mahituaskhit, come da indicazioni, indossa un amuleto rappresentante Imhotep assiso in trono e, grazie a questo gesto, riesce a concepire un bambino: Senosiris. Da questo episodio è possibile comprendere la diffusa pratica di portare al collo amuleti propiziatori di Imhotep per fortificare la propria salute, in particolar modo in caso di gravidanza travagliate.
Una delle pratiche comunemente associata al culto di Imhotep era il "sonno incubatore": in templi appositamente dedicati, i malati venivano fatti addormentare su delle lastre di pietra rialzate circondate da serpenti velenosi. Il malato, in sogno, riceveva dalla divinità stessa le indicazioni terapeutiche sulle pratiche necessarie alla guarigione; queste venivano successivamente interpretate ed eseguite da sacerdoti qualificati. Imhotep divenne per questo noto con l'epiteto di "colui che protegge e cura gli uomini"; il suo culto era associato sia alla cura dei malati che alla salvaguardia dei sani.
Ad Imhotep, inoltre, erano tributate ben cinque giornate di festa nel corso di tutto l'anno, che cadevano in date significative per la vita della divinità: 31 maggio (associato alla nascita di Imhotep), 27 dicembre (giorno associato alla glorificazione della sua immagine, il significato di tale data è ancora sconosciuto), 1º luglio (morte di Imhotep), 7 luglio (funerale) e 19 aprile (deificazione). Nel corso dell'ellenismo i greci lo incorporarono nel Pantheon con il nome di Asclepio, poi latinizzato in Esculapio. Il culto di Imhotep venne progressivamente meno con l'avvento del Cristianesimo.

## Nella cultura di massa
- Imhotep è il nome del principale antagonista di vari film della Universal Pictures, prima di tutto il film del 1932 La mummia, e a seguire la trilogia La mummia iniziata nel 1999.
- È stato anche creato un gioco da tavolo chiamato Imhotep: Builder of Egypt, creato dall'australiano Phil Harding.
- In un episodio della serie fantascientifica Stargate SG-1 è presente come antagonista il Goa'uld Imhotep, ispirato alla mitologia egizia.

Letteratura
- Imhotep è il protagonista del libro Il mago del Nilo: Imhotep e la prima piramide, scritto dall'autore francese Christian Jacq e pubblicato in Francia e Italia nel 2017.
- L'autore francese Bernard Simonay ha scritto una serie di tre romanzi (divisi in cinque nelle pubblicazioni italiane della Piemme) chiamata La leggenda di Imhotep; nella trilogia Imhotep è un personaggio secondario, che però funge da fulcro nella saga.
- Viene citato da Toth nel romanzo L'ombra del serpente della trilogia The Kane Chronicles, opera dello scrittore statunitense Rick Riordan; in questi libri Imhotep è il primo mago mortale, reso dio dopo la morte.